# Krankenhaus Kaédi

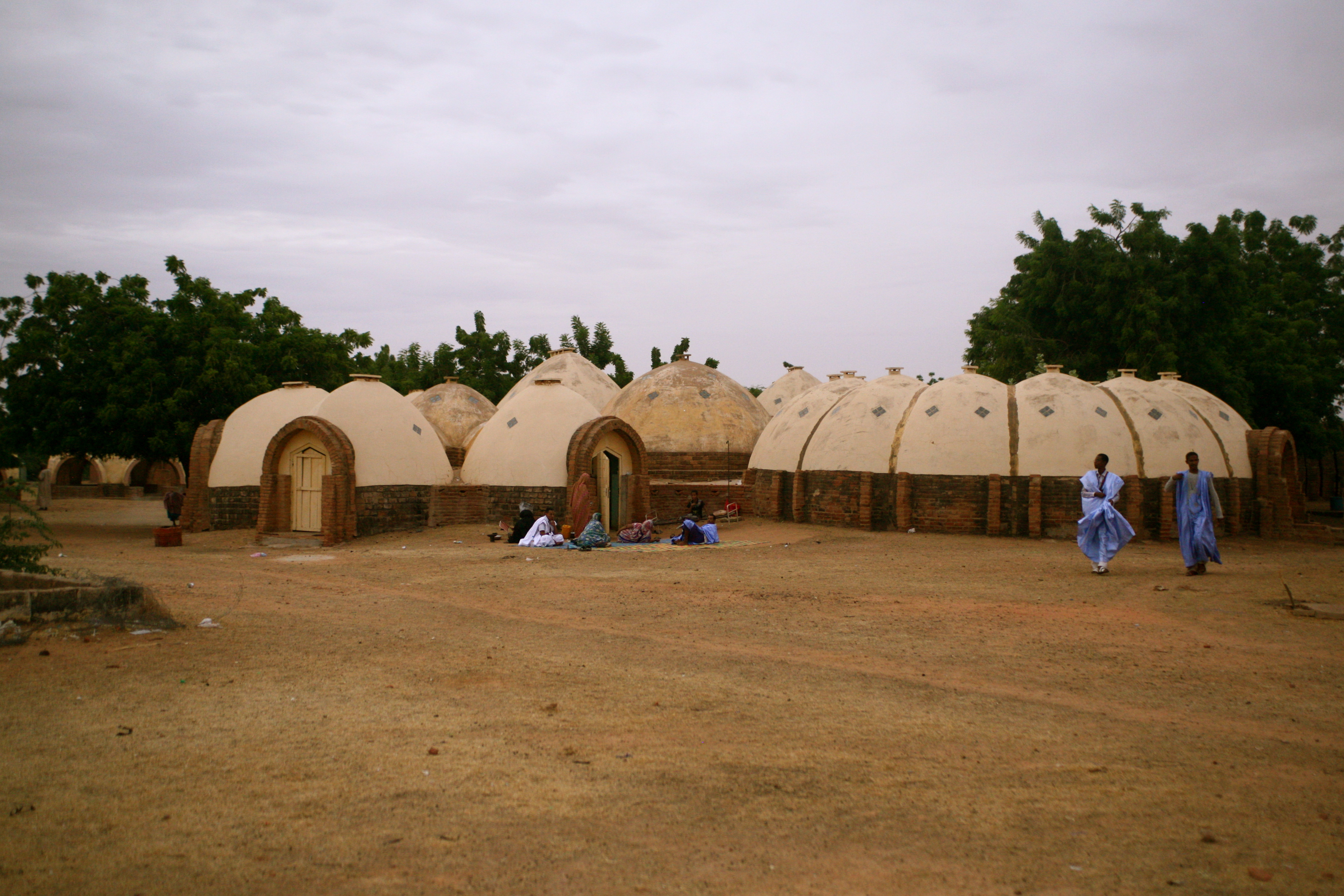
Kleinere Patientenzimmer, rechts Behandlungsraum

Das Krankenhaus Kaédi (arabisch مستشفى كيهيدي, DMG Mustašfā Kaihaidī, französisch Hôpital de Kaédi) ist das Regionalkrankenhaus in Kaédi am Senegalfluss. Es ist das größte Krankenhaus im Süden Mauretaniens außerhalb der Landeshauptstadt Nouakchott. 1995 wurde es für sein auf traditionelle Bauweisen zurückgreifendes Architekturkonzept mit dem Aga Khan Award for Architecture ausgezeichnet.

## Architektur
Das von einer Mauer eingefasste weitläufige Areal des Krankenhauses liegt am nordwestlichen Stadtrand an der Abzweigung der nach Westen führenden Straße Richtung Boghé. Zwei ältere langrechteckige Gebäude aus Zement-Hohlblocksteinen parallel zur Straße im Osten des Geländes enthalten Patientenaufnahme, Untersuchungs- und Krankenzimmer. Der Entwurf des italienischen Architekten Fabrizio Carola im Auftrag der Association pour le Développement d'une Architecture et d'un Urbanisme Africains (A.D.A.U.A.) sah eine Erweiterung nach Westen vor, die aus zahlreichen Einzelgebäuden besteht, die über halboffene Gänge miteinander verbunden sind. Die ersten Arbeiten auf dem Gelände begannen 1981, bis 1989 war die Anlage weitgehend fertiggestellt.
Die bis auf Fensteröffnungen geschlossenen Patientenzimmer und die weitgehend offenen und nur pavillonartig überdachten Aufenthaltsräume der Angehörigen sind ähnlich den Rundhütten (tukul) eines afrikanischen Dorfes auf den ersten Blick beliebig über den Platz verteilt. Der Grundplan der für 120 Betten geplanten Erweiterung ähnelt einer Blumenranke. Die verstreut liegenden Gebäude mit großen Freiflächen dazwischen sollen für Patienten und Angehörige eine vertraute, dem persönlichen Wohnumfeld ähnliche Situation schaffen und durch die Abstände zwischen den Einheiten das Risiko der Keimübertragung reduzieren. Toiletten und Wasserstellen im hinteren Bereich sind in freistehende offene Blöcke aus spiralförmigen Wänden integriert.

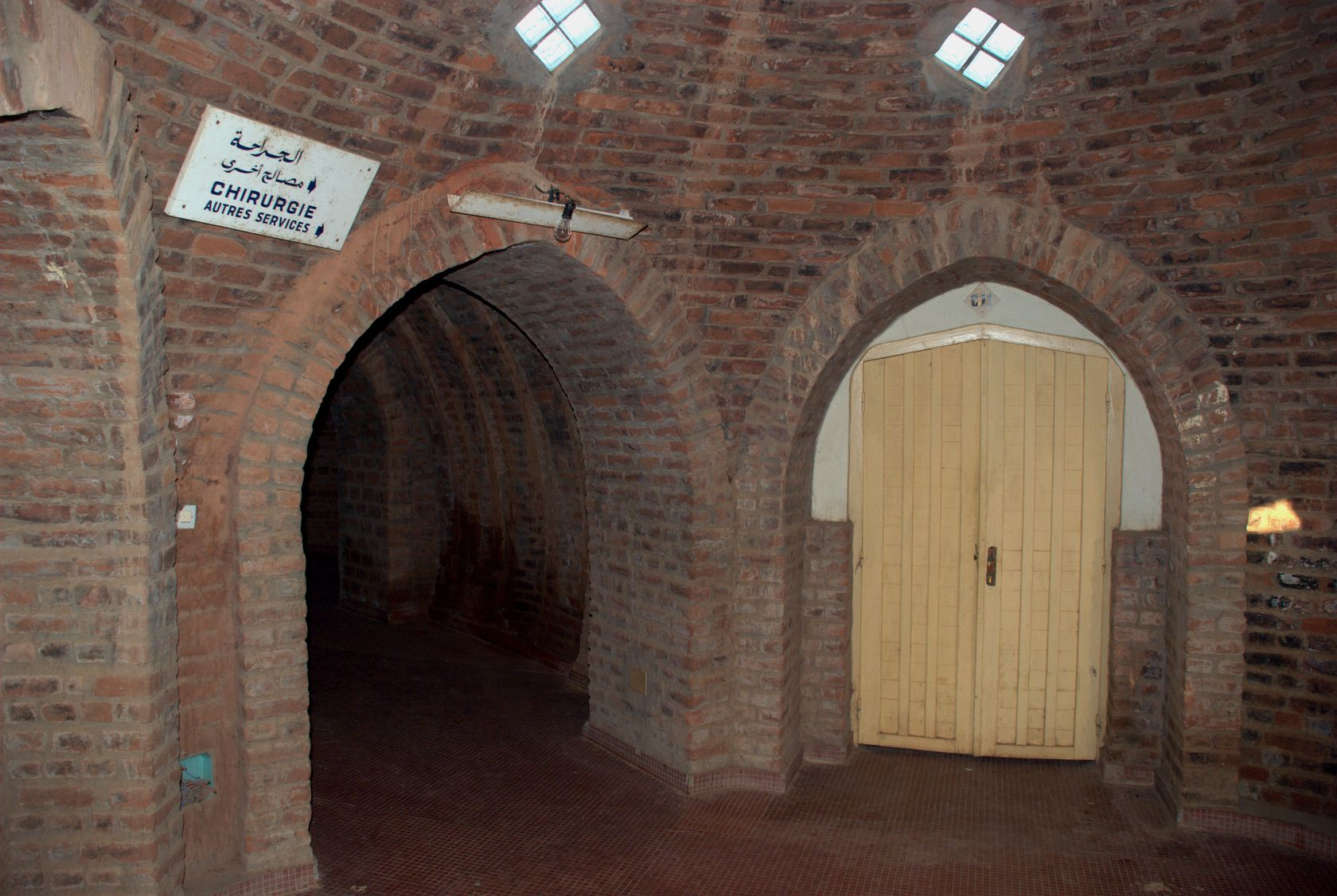
Überkuppelter Knotenpunkt. Sternförmig gehen Gänge und Behandlungszimmer ab

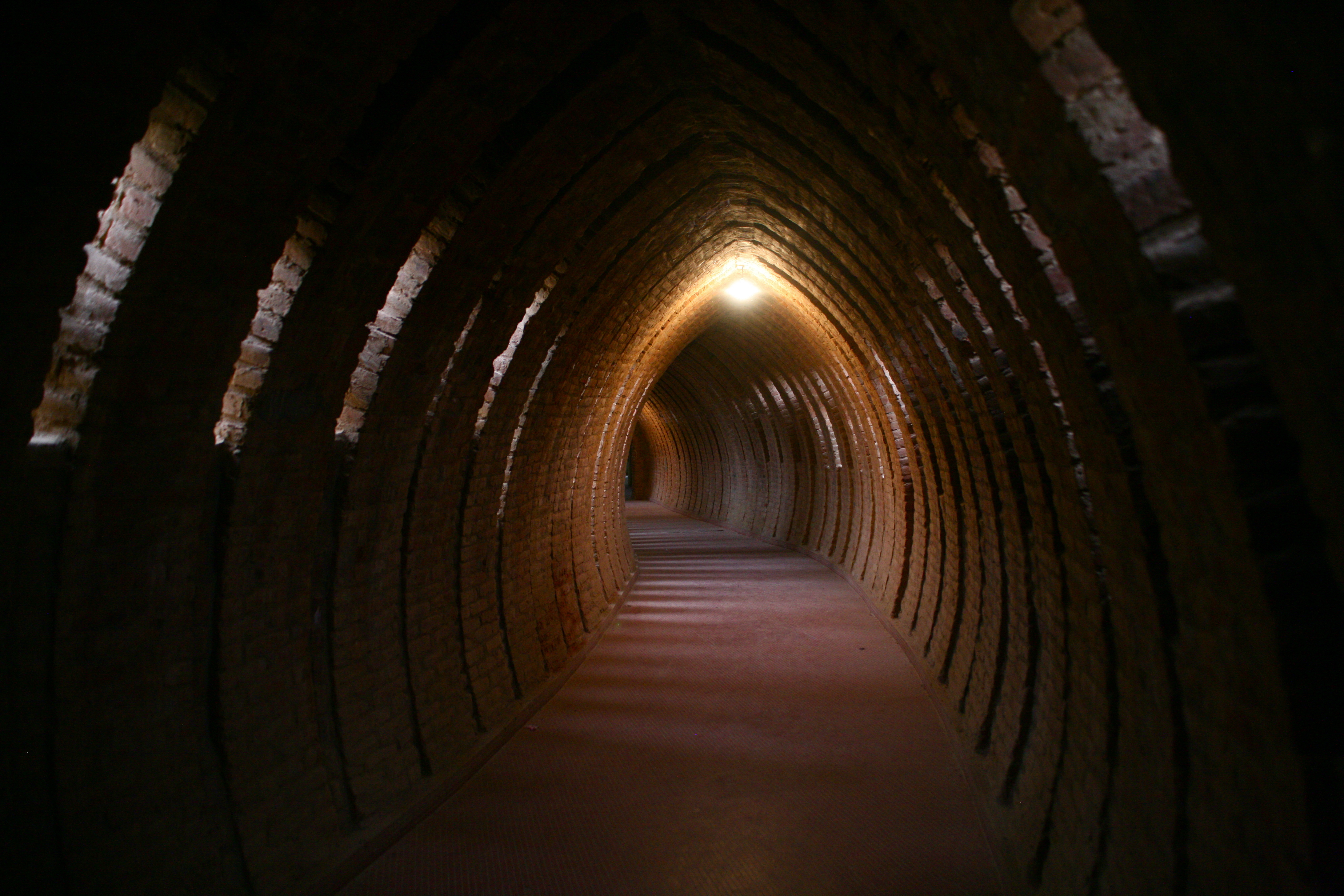
Die Verbindungsgänge sind auch tagsüber recht dunkel

Über den kreisrunden oder ovalen Grundflächen der Aufenthaltsräume wölben sich in Ringschichten aus gebrannten Ziegeln gemauerte Kuppelschalen, deren Rundformen moderne Varianten des nubischen Gewölbes sind. Wie bei der traditionellen nubischen Gewölbebauweise wurde auf eine Schalung und Lehrgerüst verzichtet, um kein in der Savanne knappes Holz zu benötigen. Die großen Kuppelräume sind für 12 Betten dimensioniert. Die Behandlungsräume haben einen linsenförmigen Grundriss. Während der Bauausführung stellte sich heraus, dass die Räume zu dunkel waren, daher wurden in den Kuppeln kleine Felder mit Glasbausteinen eingemauert.
Die Verbindungsgänge sind durch elegante, spitz zulaufende Tonnengewölbe überdeckt. Seitliche Wandschlitze sorgen für gedämpften Lichteinfall und Durchlüftung. Die Wandöffnungen zwangen dazu, die Ziegel in horizontalen Schichten aufzumauern, wodurch beim Bau der Gänge eine Holzschalung erforderlich wurde. Die massiven Mauern verhindern, dass sich die Räume durch die Mittagssonne zu stark aufheizen. Die Tagestemperaturen erreichen in den Sommermonaten 45 °C.
Viele der im Plan vorgesehenen und teilweise auch eingesetzten Bäume wurden von den Angehörigen der Patienten als Feuerholz zum Kochen verwendet, weitere Anpflanzungen unterblieben deshalb. Das Gras wird von Ziegen kurz gehalten.
Die vor Ort gebrannten Lehmziegel waren ein Beitrag zur Kostenreduzierung und entsprechen den Zielen der in Westafrika tätigen Architektengruppe A.D.A.U.A., die mit Kuppelformen preisgünstige und ökologisch angepasste Bauprojekte verwirklicht. Dies geschieht zu einer Zeit, in der in Mauretanien der größte Teil der bei der Unabhängigkeit des Landes 1960 noch überwiegend nomadisch lebenden Bevölkerung sesshaft geworden ist und nun Wohnraum in den Städten dringend benötigt wird. Zugleich sollen lokale Handwerker in der Umsetzung dieser neuen Konstruktionstechniken geschult werden. Die von A.D.A.U.A. in den 1970er und 1980er Jahren durchgeführten Projekte sind als Modelle zur weiteren Verbreitung gedacht.
Die Gesamtkosten sollten etwa vier Millionen US-Dollar betragen, die vom Europäischen Entwicklungsfonds bereitgestellt wurden. Über die tatsächlichen Kosten machten die mauretanischen Behörden keine Angaben. Während der Bauzeit wurden keine Prüfungen der Ziegelqualität vorgenommen, was für ein Projekt dieser Größenordnung und mit experimentellem Charakter dringend erforderlich gewesen wäre. Die in mehreren kleinen Brennöfen in der Nähe teilweise nicht ausreichend gebrannten Ziegel verursachten in den Folgejahren einige Gebäuderisse und sind nicht ausreichend wasserbeständig. Einige Wandöffnungen mussten von den Benutzern im unteren Bereich geschlossen werden, da der Wind zu viel Sand hereingeweht hatte.

## Medizinische Versorgung

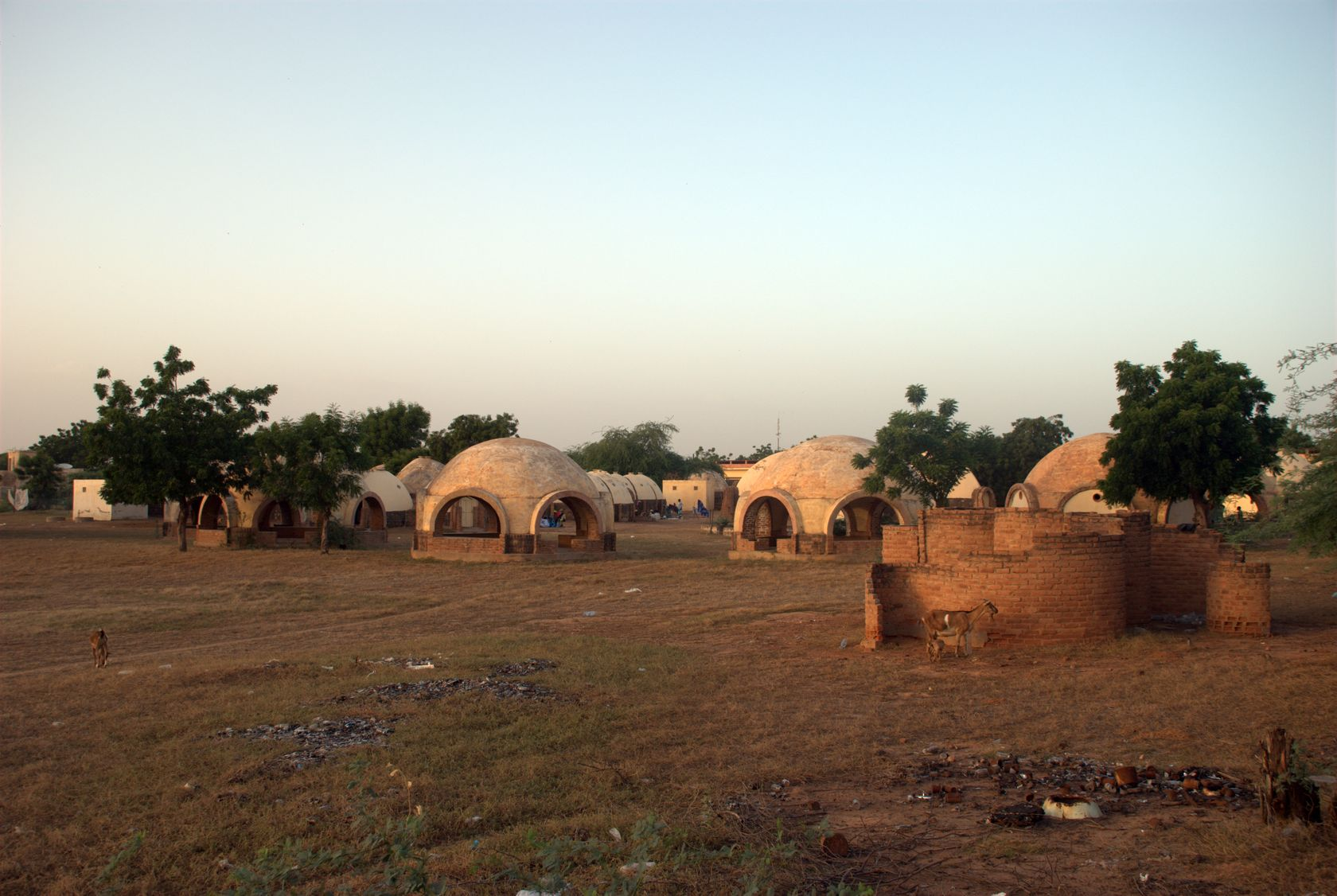
Leerstehende Pavillons für die Angehörigen im hinteren Teil. Diese campieren stattdessen im Freien. Rechts Toilettenanlage

Es wurde ein Operationssaal eingerichtet, der als einziger Raum geschlossen und mit einer Klimaanlage ausgestattet ist, des Weiteren gibt es eine Pädiatrie, eine Abteilung für Augenheilkunde, eine Entbindungsstation und technische Nebenräume. Bauherr war das mauretanische Gesundheitsministerium. Der Klinikdirektor Abba Ould Alem (Stand Oktober 2008) verwaltet die seit 2006 autonome öffentliche Einrichtung.
Kaédi ist der Hauptort der Verwaltungsregion Gorgol; das Krankenhaus dient der Versorgung der (nach der Volkszählung 2000) rund 250.000 Einwohner des ländlichen Distrikts. Auch Patienten aus dem Distrikt Brakna kommen hierher. In Gorgol gibt es außerdem vier einfache Gesundheitszentren. Bis auf die Asphaltstraßen nach Boghé und Selibabi sind die übrigen Verkehrswege in schlechtem Zustand.
Zur Bauzeit in den 1980er Jahren besaß das einzige größere Krankenhaus des Landes in Nouakchott 500 Betten. Die damals vorhandene Einrichtung wurde als unzureichend und schlecht gewartet beschrieben. Über die Qualität der medizinischen Ausstattung und Versorgung des Krankenhauses in Kaédi gibt es keine genauen Angaben. 1997 bestand das Personal aus 2 Ärzten, darunter einem Chirurgen, 17 medizinischen Hilfskräften, 7 Pflegekräften, 3 Hebammen und 3 Haustechnikern. Wie in der gesamten Stadt besteht auf dem Krankenhausgelände ein Problem mit der Müllbeseitigung. Ein großer Teil der Gebäude stand im Oktober 2010 leer. Für 2008 wurde eine Auslastung von 43 Prozent angegeben, etwas mehr als andere Regionalkrankenhäuser, die durchschnittlich zu 37 Prozent ausgelastet sind.
In Einzelfällen erreichen unterernährte Kinder aus abgelegenen Gebieten das Krankenhaus, um hier für einige Tage mit Nahrung versorgt zu werden.